# 克劳迪娅·弗拉加帕内
克劳迪娅·弗拉加帕内（英語：Claudia Fragapane，1997年10月24日—），英国女子竞技体操运动员，2015年世界竞技体操锦标赛女子团体全能铜牌得主、2017年世界竞技体操锦标赛女子自由体操铜牌得主、2022年英联邦运动会女子团体全能金牌得主。